# Yliputhaansaari
Yliputhaansaari is een voormalig eiland, thans schiereiland in de Zweedse Kalixälven. Alhoewel een schierleiland, de contreien van het eiland zijn nog zichtbaar, door een lint van meren, die de vroegere zuidelijke riviertaak vormden. De rivier meandert ten noorden van het schiereiland. Het heeft een oppervlakte van ongeveer 50 hectare.